# Jaminawa Arara
Jaminawa Arara, pleme američkih Indijanaca porodice Panoan naseljeni u posdručju uz gornji tok rijeke Juruá na rezervatu Terra indígena Jaminawa Arara do rio Bajé. Rezervat se prostire na 28.928 hektara i na njemu se nalaze tri aldeje (sela): Buritizal, São Sebastião i Bom Futuro, svako s nekoliko desetaka stanovnika. Ne smiju se pobrkati s plemenom Apolima-Arara i Arara ili Shawanauá (Arára do Acre).

## Vanjske poveznice
- Projeto de fortalecimento do artesanato Shãwãdawa